# Stone (unidad de masa)
El stone (st) es una unidad de masa usada solamente en el sistema imperial del Reino Unido, aunque ya fue antes usada por otros países de la Mancomunidad de Naciones. Es igual a 6,35029318 kilogramos.

## Equivalencias
Sus equivalencias son:
|         | Unidad                    |
| ------- | ------------------------- |
| 0,125   | quintales británicos      |
| 0,14    | quintales estadounidenses |
| 0,560   | arrobas                   |
| 1       | stone                     |
| 6,35029 | kilogramos                |
| 14      | libras avoirdupois        |
| 224     | onzas avoirdupois         |
| 3584    | dracmas avoirdupois       |

Ocho stones son un quintal británico.

## Historia

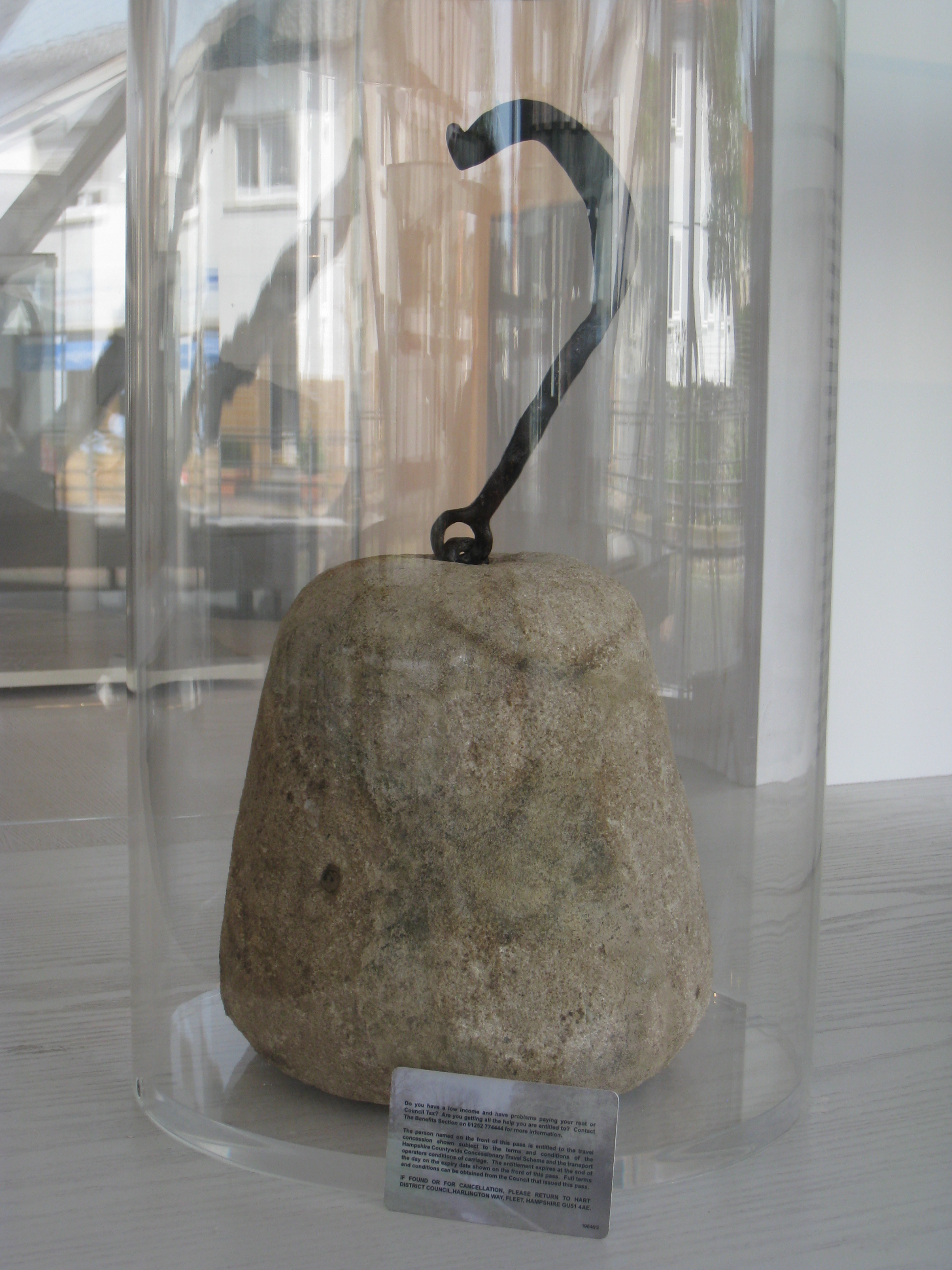
"Piedra" romana (13 kg), Museo Eschborn, Alemania

El "stone" (piedra en español) se usó históricamente para pesar los artículos agrícolas. Por ejemplo: se vendían las patatas tradicionalmente en stones y medios stones (14 libras y 7 libras respectivamente). Históricamente el número de libras en un "stone" varió por el artículo a ser medido, pues no era el mismo en todas las veces y lugares. Ejemplos: 
Diferentes artículos pesados en "stones", pero que tienen un número diferente de libras:
| Insumo                    | Peso               |
| ------------------------- | ------------------ |
| Lana                      | 14, 15 o 24 libras |
| Cera                      | 12 libras          |
| Azúcar y especias         | 8 libras           |
| Carne de res y de carnero | 8 libras           |

El "stone" también denota una cierta cantidad o peso de algunos artículos. Un "stone" de carne, en Londres, es la cantidad de ocho libras; en Hertfordshire, doce libras; en Escocia, dieciséis libras.

## Uso actual
Aunque en el 1985 el Acta de Pesos y Medidas prohibió el uso del stone como una unidad de medida para fines comerciales (así como una unidad suplementaria), este sigue siendo usado ampliamente en el Reino Unido como un medio de expresar el peso del cuerpo humano. Las personas en estos países normalmente expresan su peso de la siguiente manera: "11 stones and 4 pounds" (11 stones y 4 libras), en lugar de "158 libras" (la manera convencional de expresar el mismo peso en los Estados Unidos y Canadá) o "72 kilogramos" (en la mayoría de los otros países). Su uso familiar se extendió de manera persistente en el Reino Unido, análogamente a otras unidades imperiales (como el pie, la pulgada, y la milla) que ya fueron suplantadas completamente (o en parte) por las unidades métricas, consideradas ahora de uso oficial en aquel país. Las distancias o longitudes, y las unidades de velocidad, todavía se expresan oficialmente en yardas, millas y MPH en el Reino Unido, y dentro del uso oficial, las medidas de masa se expresan en stones y kilogramos para el peso del cuerpo humano.
Dicha unidad de masa se utiliza también en la República de Irlanda.
Canadá usa el sistema métrico actualmente.
Fuera del Reino Unido, el stone puede usarse también para expresar el peso del cuerpo en los contextos informales de otros países de la Commonwealth (Mancomunidad de naciones angloparlantes).